# Castello di Tiefurt
Il castello di Tiefurt è un piccolo castello sul fiume Ilm, situato nel villaggio di Tiefurt a circa quattro chilometri dal centro della città di Weimar.  Il castello era residenza estiva della duchessa Anna Amalia. Insieme al parco di Tiefurt nel 1998 è stato dichiarato dall'UNESCO Patrimonio dell'umanità come facente parte del gruppo di edifici denominati Weimar classica.

## Storia

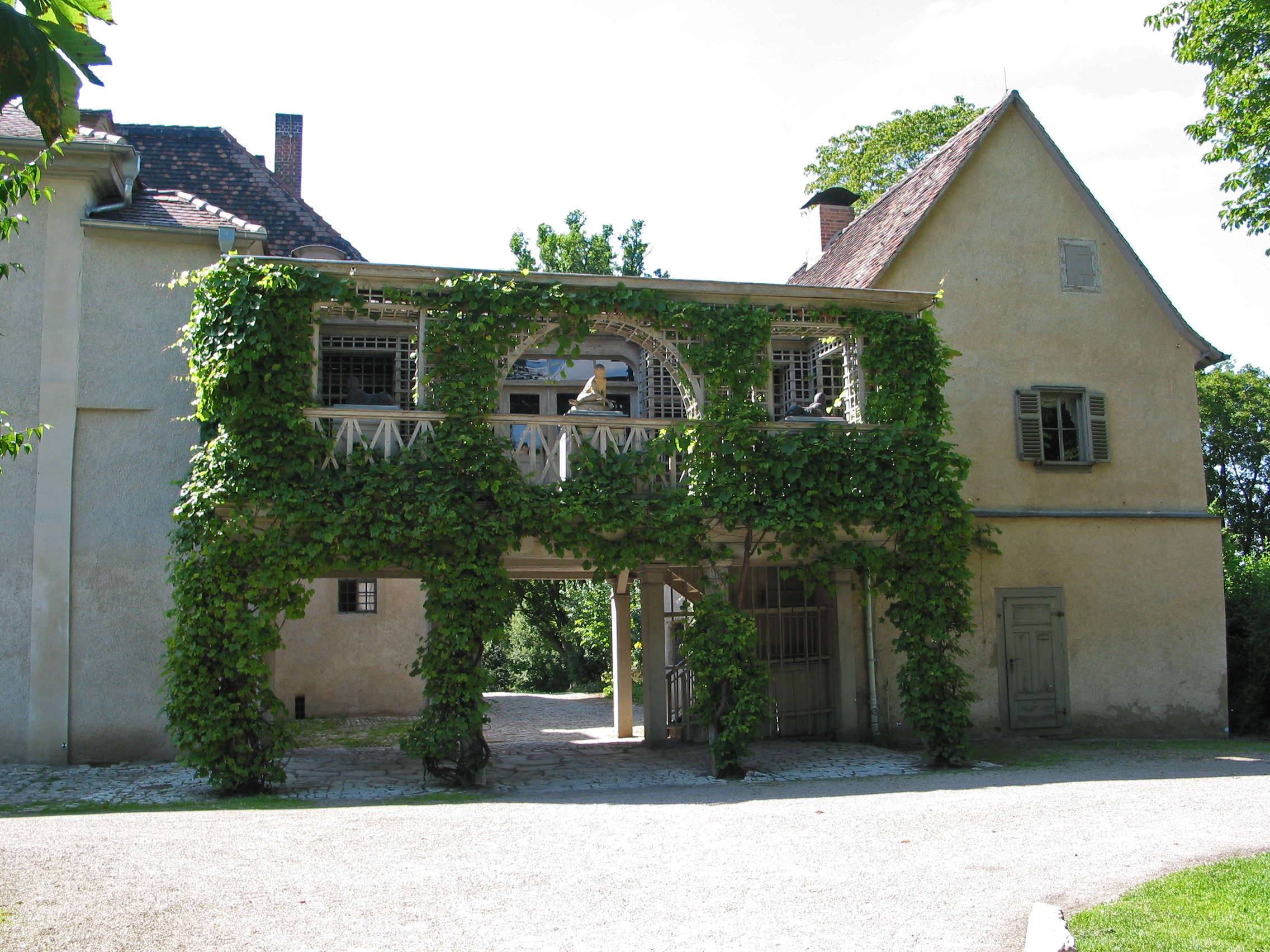
Il portale del castello di Tiefurt, con il ponte di passaggio tra i due corpi dell'edificio

L'edificio che comunemente viene chiamato castello di Tiefurt era originariamente la casa dell'amministratore di una Kammergut ducale e fu costruito alla fine del sedicesimo secolo. Nel 1765 fu ristrutturato e ampliato. Dal 1776 al 1781 il castello fu la dimora di Federico Ferdinando Costantino di Sassonia-Weimar-Eisenach, fratello minore del duca Carlo Augusto e quindi figlio della duchessa Anna Amalia, che lo abitò insieme al suo precettore Karl Ludwig von Knebel.
Nel 1781, partito Federico Ferdinando per il suo Grand Tour, la duchessa Anna Amalia scelse il castello come sua dimora estiva e vi si trasferì nel primo piano insieme a due servitori; nell'edificio più piccolo fu alloggiata Luise von Göchhausen, dama di corte della stessa Anna Amalia. Tiefurt fu in questi anni punto di incontro della cosiddetta "Corte delle Muse di Weimar". Dopo la morte della duchessa nel 1807 il castello cadde in abbandono.
Anni dopo, sotto il ducato di Carlo Federico, nipote di Anna Amalia, si provvide a importanti lavori di ristrutturazione. In questo periodo, in un secretaire di Luise von Göchhausen fu rinvenuto il manoscritto dell'Urfaust di Goethe. Sotto la direzione di Clemens Wenzeslaus Coudray, tra il 1821-1828 il castello assunse l'aspetto attuale. Il castello è un museo dal 1907. Tra il 1978 e il 1981 gli interni sono stati ristrutturati secondo il gusto dei primi dell'Ottocento e fu ripristinata, nel primo piano, la successione delle sale dell'epoca di Anna Amalia.

## Descrizione
Il castello è formato da un edificio principale, il cui primo piano comprende sette stanze e di un edificio secondario. I due edifici sono collegati tra loro attraverso un passaggio coperto.
Il parco di Tiefurt è un tipico parco all'inglese.

## Galleria d'immagini

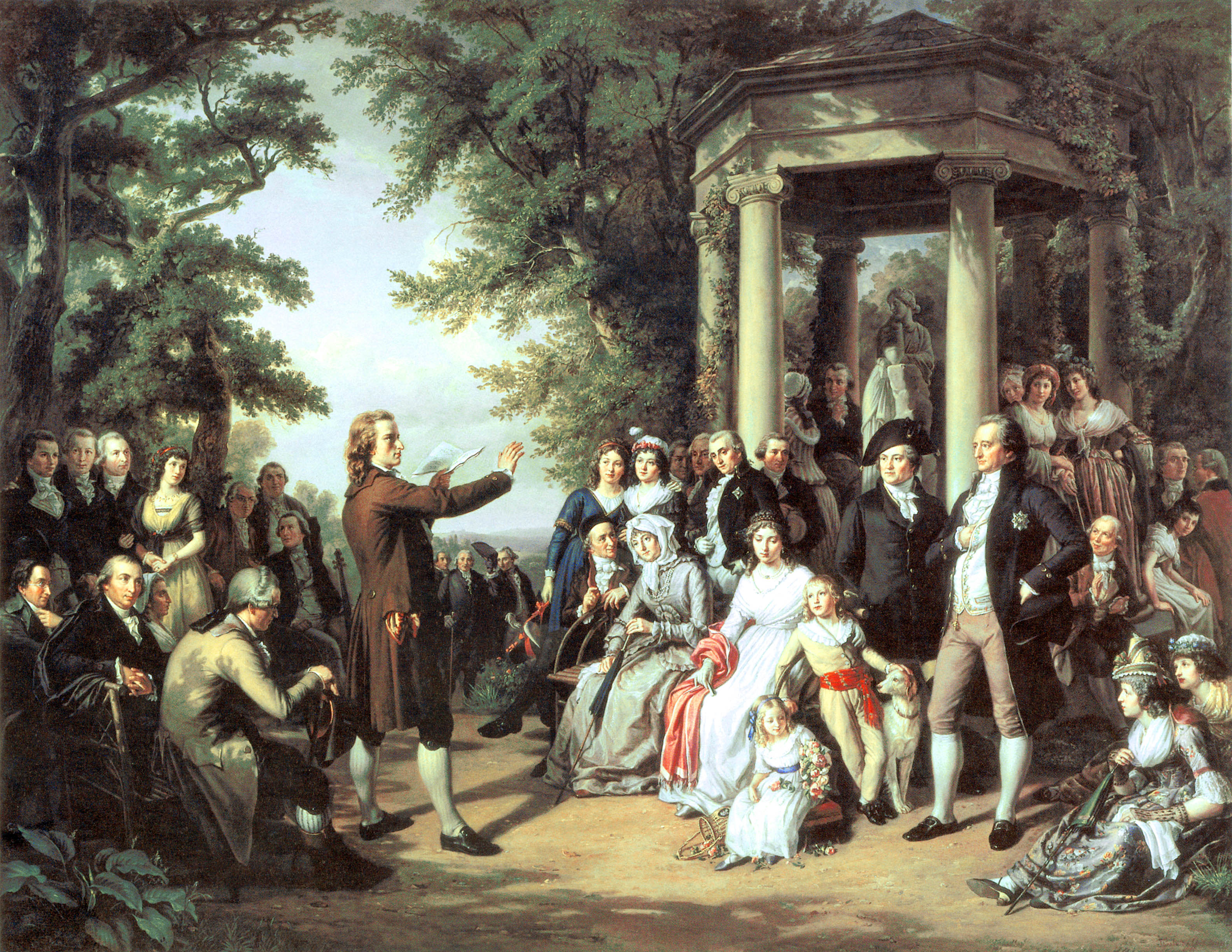
La corte delle Muse di Weimar: Friedrich Schiller legge nel parco; tra gli ascoltatori ci sono anche Wieland (seduto al centro) e Goethe (in piedi a destra). Dipinto a olio di Theobald von Oer (1807-1885), 1860.
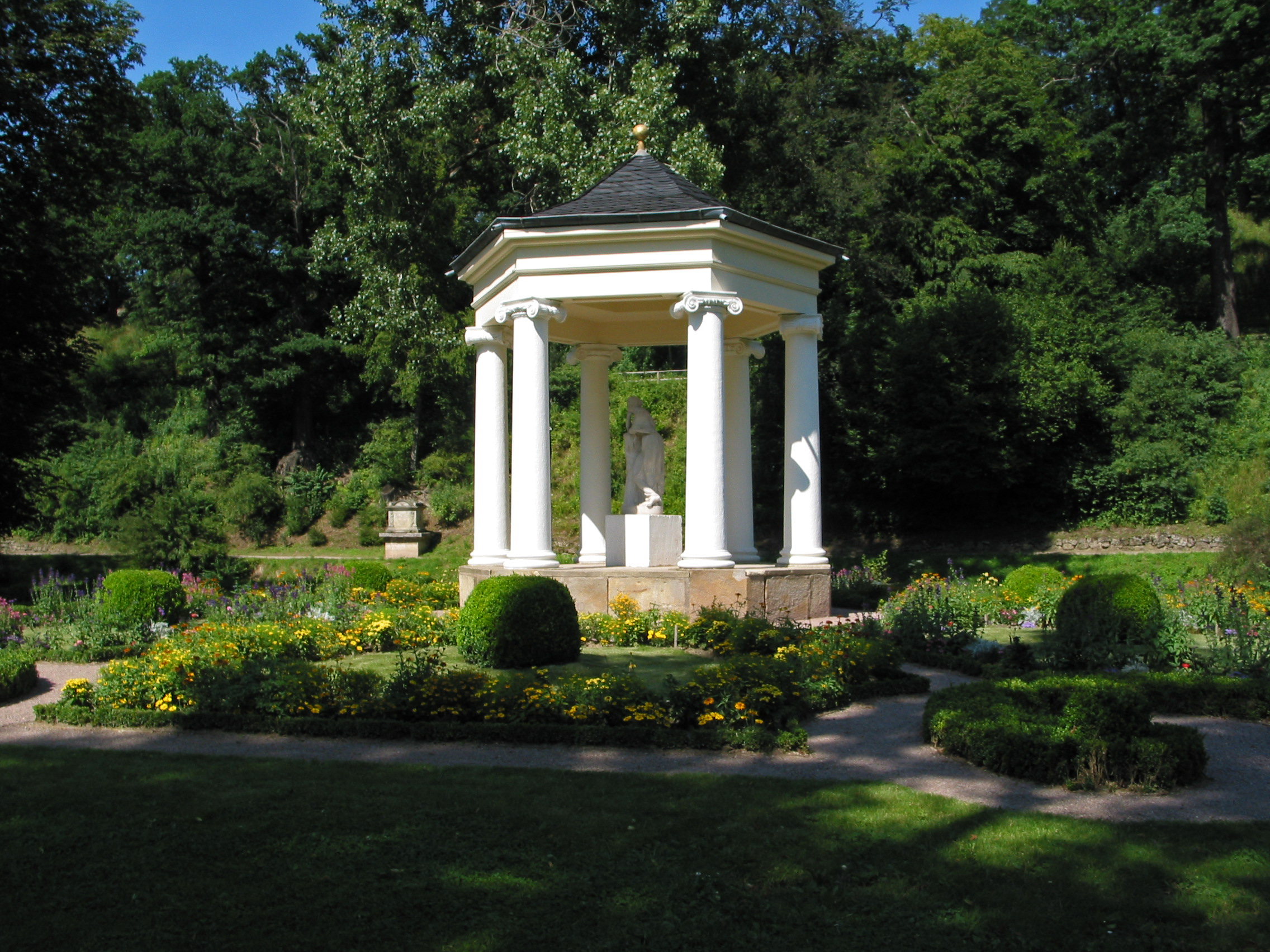
Aspetto attuale del Tempio delle muse, costruito nel 1803 nel parco di Tiefurt
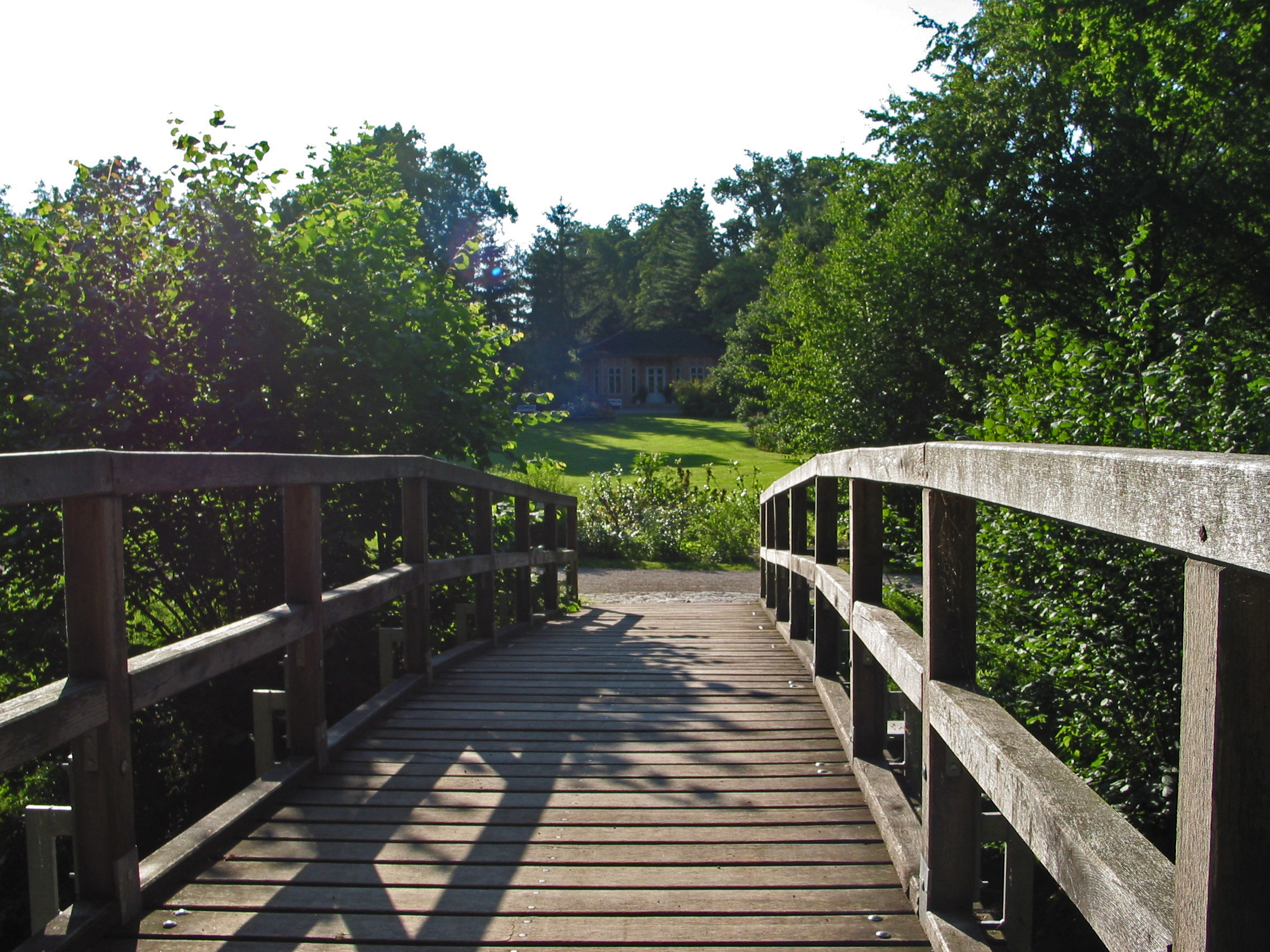
Il parco di Tiefurt visto dal cosiddetto "Ponte giallo".
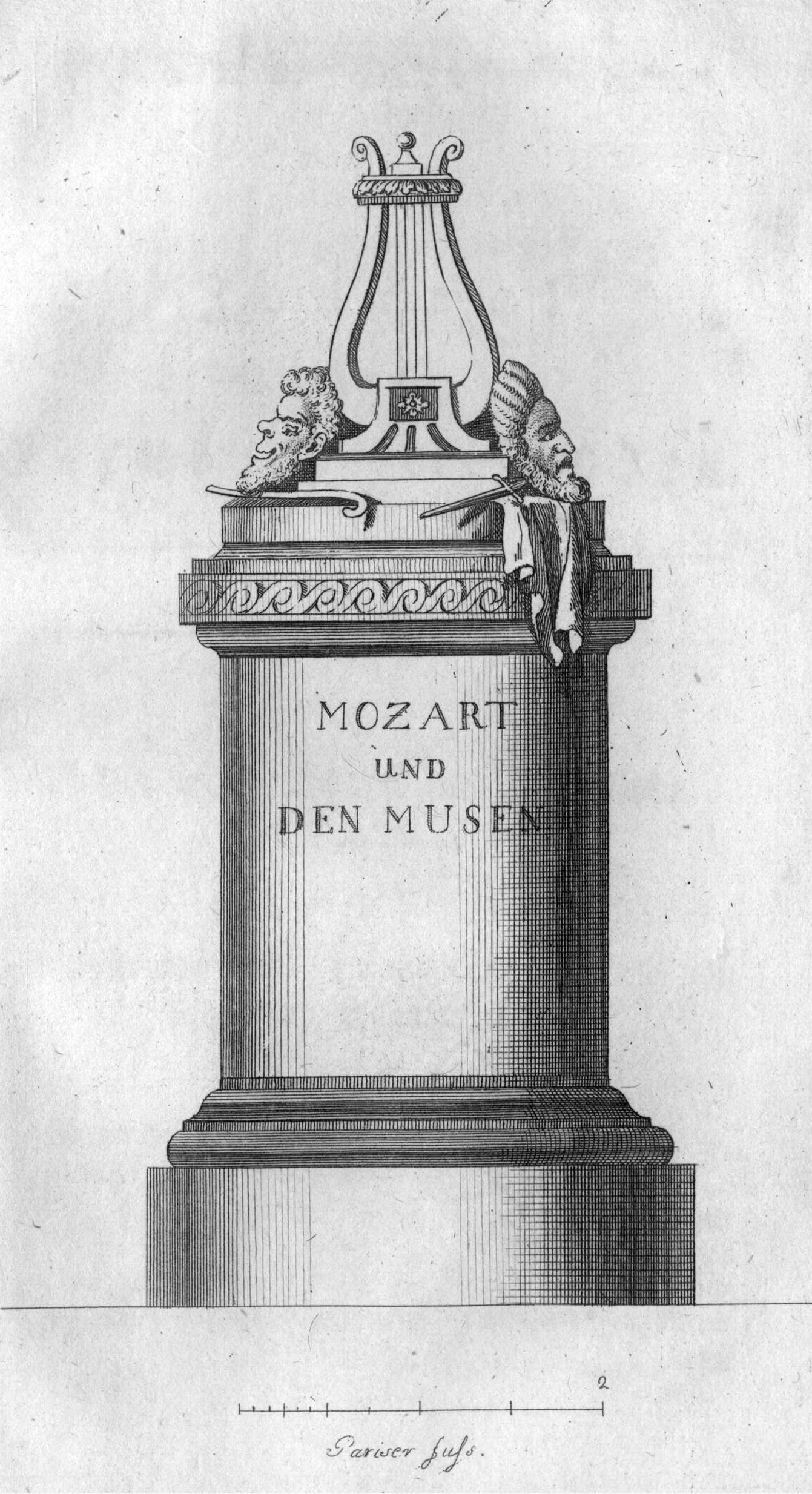
Il monumento per Mozart nel parco di Tiefurt